# Werner Cyprys

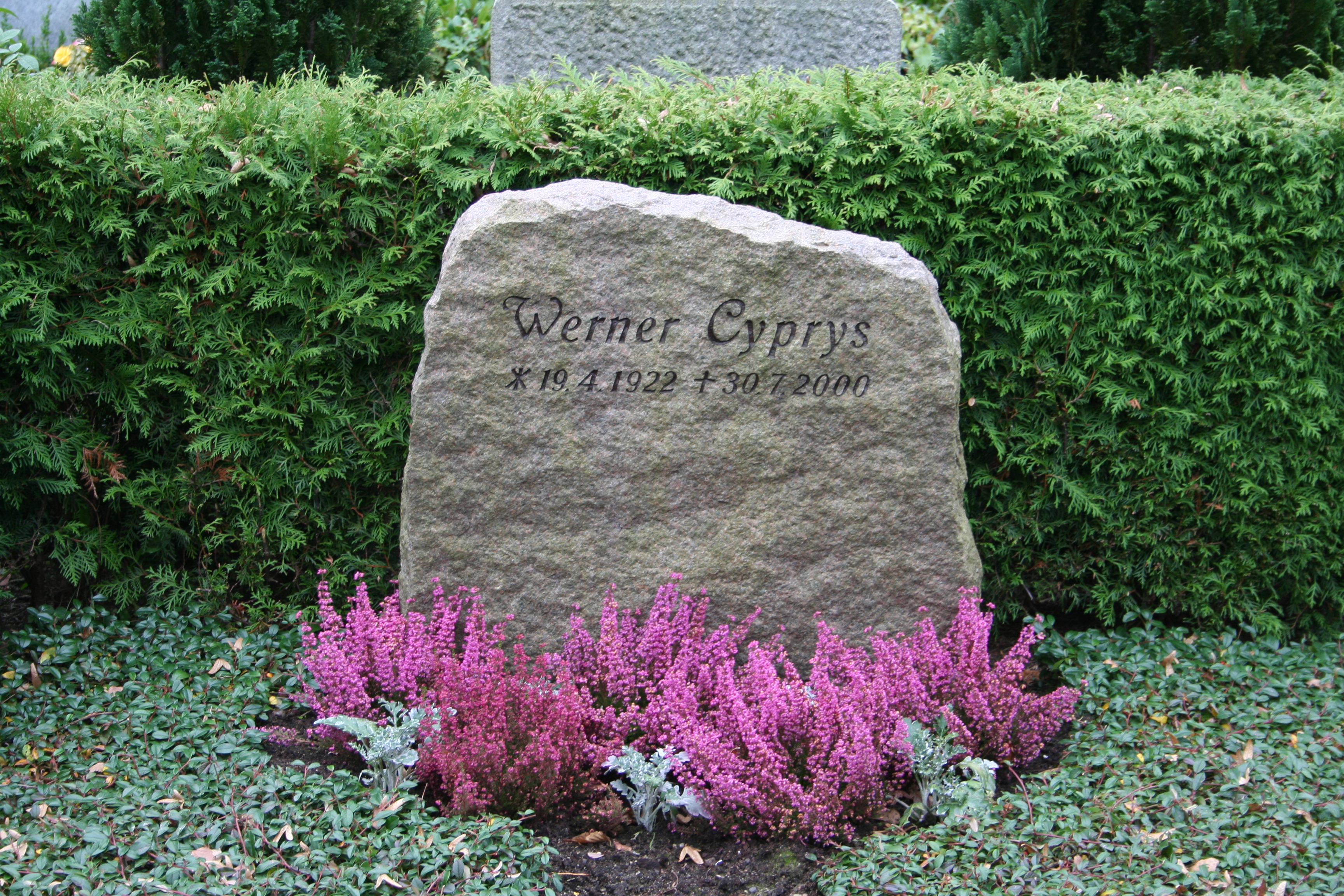
Grabstein von Werner Cyprys

Werner Cyprys (* 19. April 1922 in Hindenburg O.S.; † 30. Juli 2000) war ein deutscher Sänger, Komponist, Liedtexter und Musikproduzent. 

## Leben
Er war Gründer und Mitglied der Musikgruppe Friedel Hensch und die Cyprys und trat unter dem Pseudonym Jack Terry auch als Solo-Interpret in Erscheinung. Als Musikproduzent bei der Plattenfirma Polydor arbeitete Cyprys unter anderem für das Gesangsduo Tom und Tommy und Rainer Bertram. Später war er als Chefproduzent des Plattenlabels der BASF tätig und Mitarbeiter der GEMA. Cyprys war von 1947 bis zu deren Tod 1990 mit der Sängerin Friedel Hensch verheiratet.
Werner Cyprys wurde auf dem Neuen Niendorfer Friedhof in Hamburg bestattet.

## Diskografie

Single Marina, 1959

Veröffentlichungen von Friedel Hensch und die Cyprys siehe dort

### Singles von Jack Terry (Werner Cyprys)
Label Polydor
(A-Seite / B-Seite)
- Mary, o Mary / Baby Doll (1958)
- Marina / Sei mein, little Mary (1959)
- Oh, oh Rosi / Sing das Lied! (1960)
- Ich komme wieder (O sole mio) / O Lucky Boy (1960)
- Babysitter-Boogie / Julia (Oh, entzückend!!) (1961)
- Der alte Scheich / Skandal im Harem (Im Harem sitzen heulend die Eunuchen) (1961)